# Wolfgang Birkner
Wolfgang Birkner (24 de enero de 1960) es un deportista alemán que compitió para la RFA en remo. Ganó cuatro medallas en el Campeonato Mundial de Remo entre los años 1984 y 1987.

## Palmarés internacional
| Campeonato Mundial | Campeonato Mundial       | Campeonato Mundial | Campeonato Mundial        |
| Año                | Lugar                    | Medalla            | Prueba                    |
| ------------------ | ------------------------ | ------------------ | ------------------------- |
| 1984               | Montreal (Canadá)        | Medalla de plata   | Cuatro sin timonel ligero |
| 1985               | Malinas (Bélgica)        | Medalla de oro     | Cuatro sin timonel ligero |
| 1986               | Nottingham (Reino Unido) | Medalla de plata   | Ocho con timonel ligero   |
| 1987               | Copenhague (Dinamarca)   | Medalla de plata   | Ocho con timonel ligero   |